# Riki van Steeden
Riki van Steeden (Nelson, 24 dicembre 1976) è un allenatore di calcio ed ex calciatore neozelandese, di ruolo difensore.

## Carriera
Ha mosso i primi calci nella squadra locale. Nel 1998 fa il salto nel campionato australiano.
Dal 2005 gioca nell'Auckland City e occasionalmente nell'Eastern Suburbs F.C., uno dei club che fanno parte della franchigia.
Pur non essendo un titolare fisso, ha partecipato a tre delle O-League disputate dalla sua squadra. Il 16 dicembre 2009, subentrato a Ian Hogg, segnò nei minuti di recupero il gol contro il TP Mazembe che valse il 5º posto al Campionato mondiale per club (massimo risultato raggiunto fino ad allora da una squadra oceaniana).
Dal 2013 è assistente allenatore per la stessa squadra.
Con la Nazionale maggiore ha esordito nel giugno 1997 collezionando in totale 5 presenze.

## Vita privata
Laureato (BA) presso l'University of Canterbury, lavora per SKY TV New Zealand. È sposato con l'infermiera, giocatrice di curling ed ex pallavolista canadese Brianne Koning.

## Palmarès

### Club

#### Competizioni nazionali
- Campionato neozelandese di calcio: 6

Auckland City: 2004-2005, 2005-2006, 2006-2007, 2008-2009, 2013-2014

#### Competizioni internazionali
- OFC Champions League: 6

Auckland City: 2006, 2008-2009, 2010-2011, 2011-2012, 2012-2013, 2013-2014